# Route Joffre
La route Joffre est une route stratégique historique, de 15 km de longueur, entre les vallées de la Doller et de la Thur, dans le Haut-Rhin, en France. Elle est numérotée RD 14 bis IV.

## Historique
Cette route fut aménagée par l'armée française pendant la Première Guerre mondiale, afin d'assurer les communications entre les vallées de la Doller et de la Thur. Elle fut l'une des principales artères de la bataille d'Alsace et de celle du Vieil Armand. Elle relie Masevaux à Thann, en passant par Bourbach-le-Haut et le col du Hundsruck.
Pendant l'hiver 1944-1945, elle reprit son rôle militaire, ranimée par le trafic des troupes qui ne pouvaient utiliser que cette voie d'accès pour attaquer Thann par le nord. Malgré la neige, la forte poussée de l'armée française ne laissa pas aux troupes allemandes le temps d'endommager sérieusement cette route mais les mines qu'elles y avaient semées firent de nombreuses victimes.

## Sources et références
1. ↑  Guide Vert Michelin 1951-1952